# Velký korunní hejtman

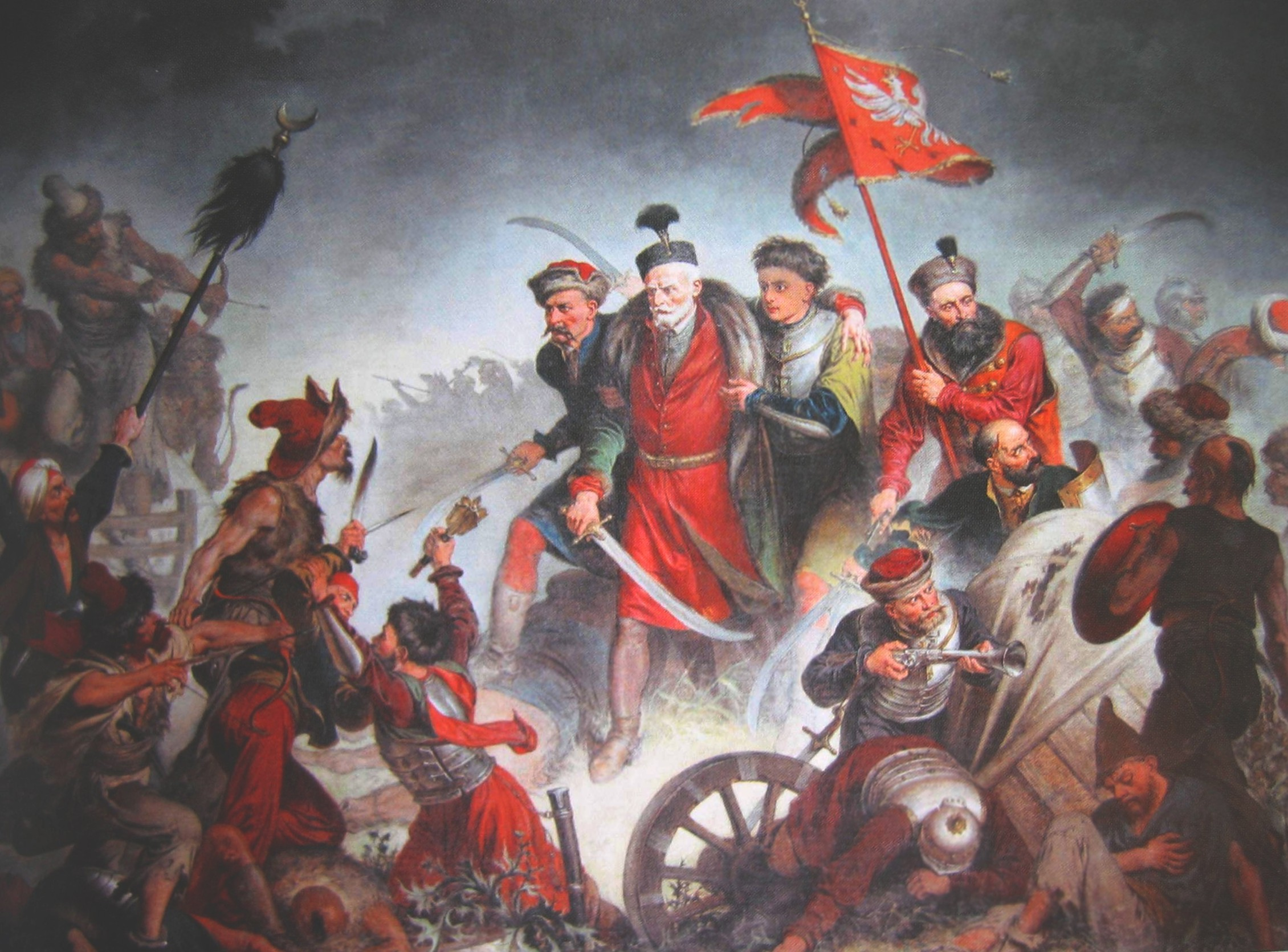
Smrt velkého korunního hejtmana Stanisława Żółkiewského v bitvě u Cecory.

Velký korunní hejtman byla v 16.–18. století druhá nejvyšší pozice v hierarchii polsko-litevské branné moci hned po králi. V moderní době bychom ji připodobnili zhruba ministru obrany, s tím rozdílem, že velký korunní hejtman vodil i armádu do pole.
Funkci zavedl Alexandr I. Jagellonský v roce 1503, jako první ji zastával Mikołaj Kamieniecki. Nejznámějšími korunními hejtmany jsou Jan Zamojski, který se proslavil zejména v rusko-polských válkách, Stanisław Żółkiewski, vítěz od Klušina, a Jan Sobieski, kterého proslavily války s osmanskou říši a později se stal polským králem.